# Solenocentrum
Solenocentrum – rodzaj roślin z rodziny storczykowatych (Orchidaceae). Obejmuje 4 gatunki występujące w Ameryce Południowej w Boliwii, Kolumbii, Kostaryce, Ekwadorze, Panamie.

## Systematyka
Rodzaj sklasyfikowany do podplemienia Cranichidinae w plemieniu Cranichideae, podrodzina storczykowe (Orchidoideae), rodzina storczykowate (Orchidaceae), rząd szparagowce (Asparagales) w obrębie roślin jednoliściennych.
Wykaz gatunków
- Solenocentrum costaricense Schltr.
- Solenocentrum lueri Dodson & R.Vásquez
- Solenocentrum maasii Dressler
- Solenocentrum oblongum Damian & Mitidieri